# Luxgen7 MPV
Luxgen7 MPV — минивэн тайваньской автомобильной марки Luxgen, первая модель компании. Впервые была представлена 19 августа 2009 года, официальная презентация состоялась в сентябре.

## Описание
Автомобиль Luxgen7 MPV серийно выпускается с 19 сентября 2009 года. Он оснащается 2,2-литровым двигателем внутреннего сгорания с турбонаддувом I4 MEFI, мощностью 175 л. с. при 5200 об/мин и крутящим моментом 270 Н*м при 2500—4000 об/мин. Модель выпускается на платформе Renault Espace. После рестайлинга в 2014 году автомобиль стал называться Luxgen M7.
В сентябре 2021 года было объявлено о прекращении производства автомобиля с ДВС. Вместо этого началось производство электромобиля EV+, максимальная скорость которого составляет 145 км/ч, а запас хода составляет 350 км при скорости 40 км/ч.
В Россию официально не поставляется.

## Модификации
- Luxgen 7 CEO — представительский автомобиль.
- Luxgen V7 — фургон.
- EV+ — электромобиль.

## Двигатели
| Годы автомобиля        | Модель          | Мощность  | Крутящий момент |
| 2009 — настоящее время | Luxgen7 MPV     | 175 л. с. | 274 Н⋅м         |
| 2010 — настоящее время | Luxgen7 MPV EV+ | 240 л. с. | 265 Н⋅м         |

## Галерея

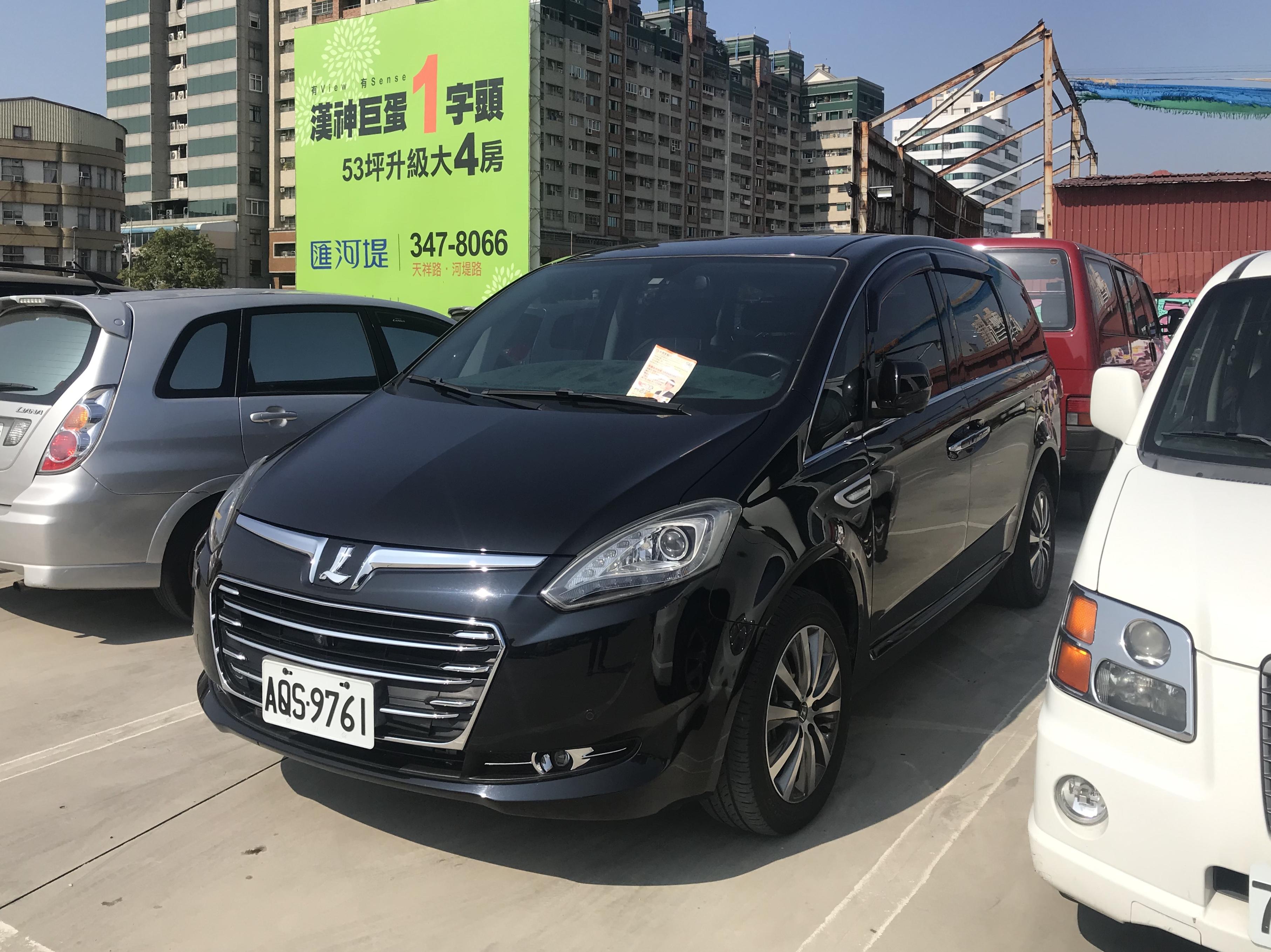
Luxgen M7
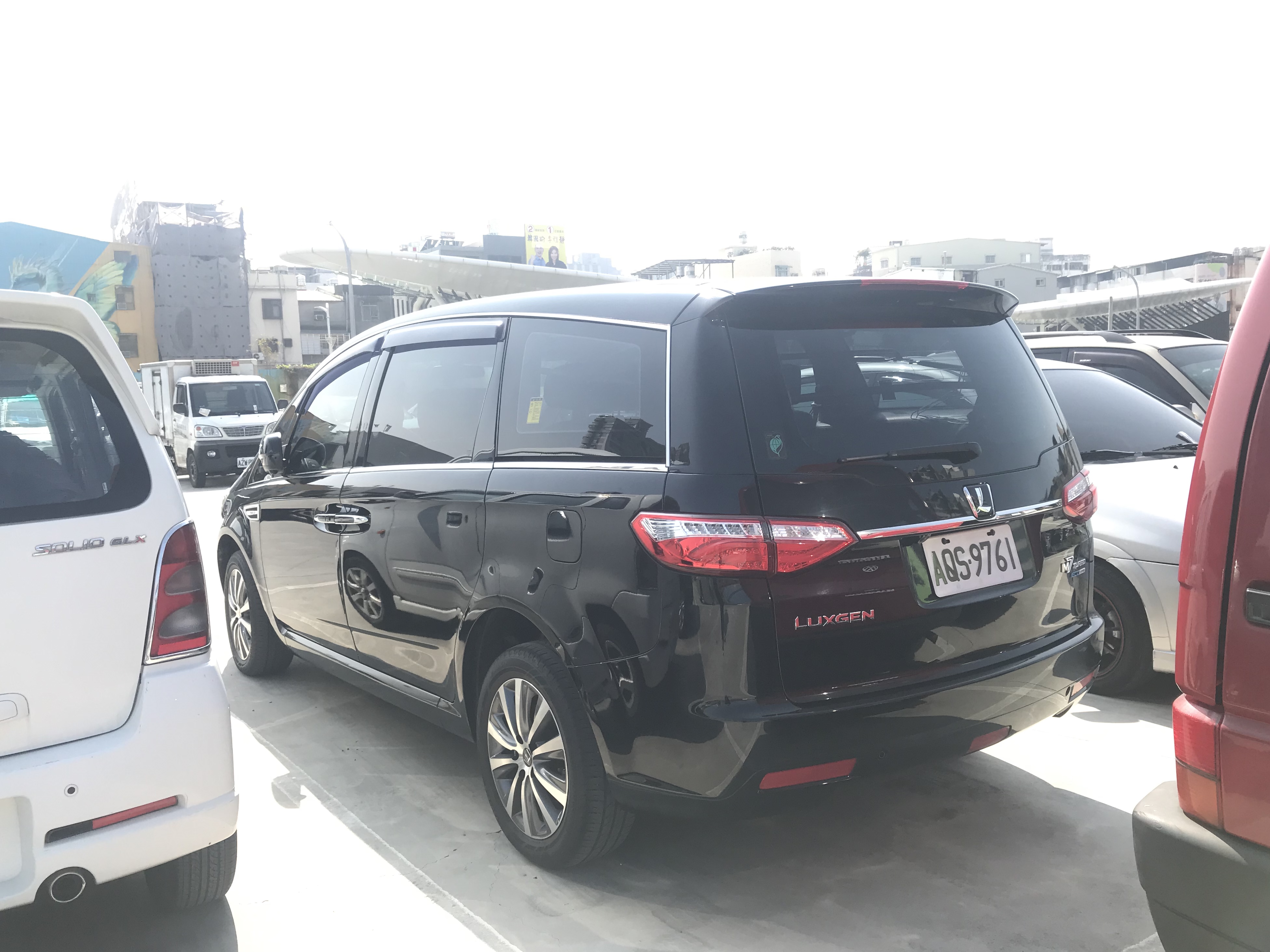
Вид сзади
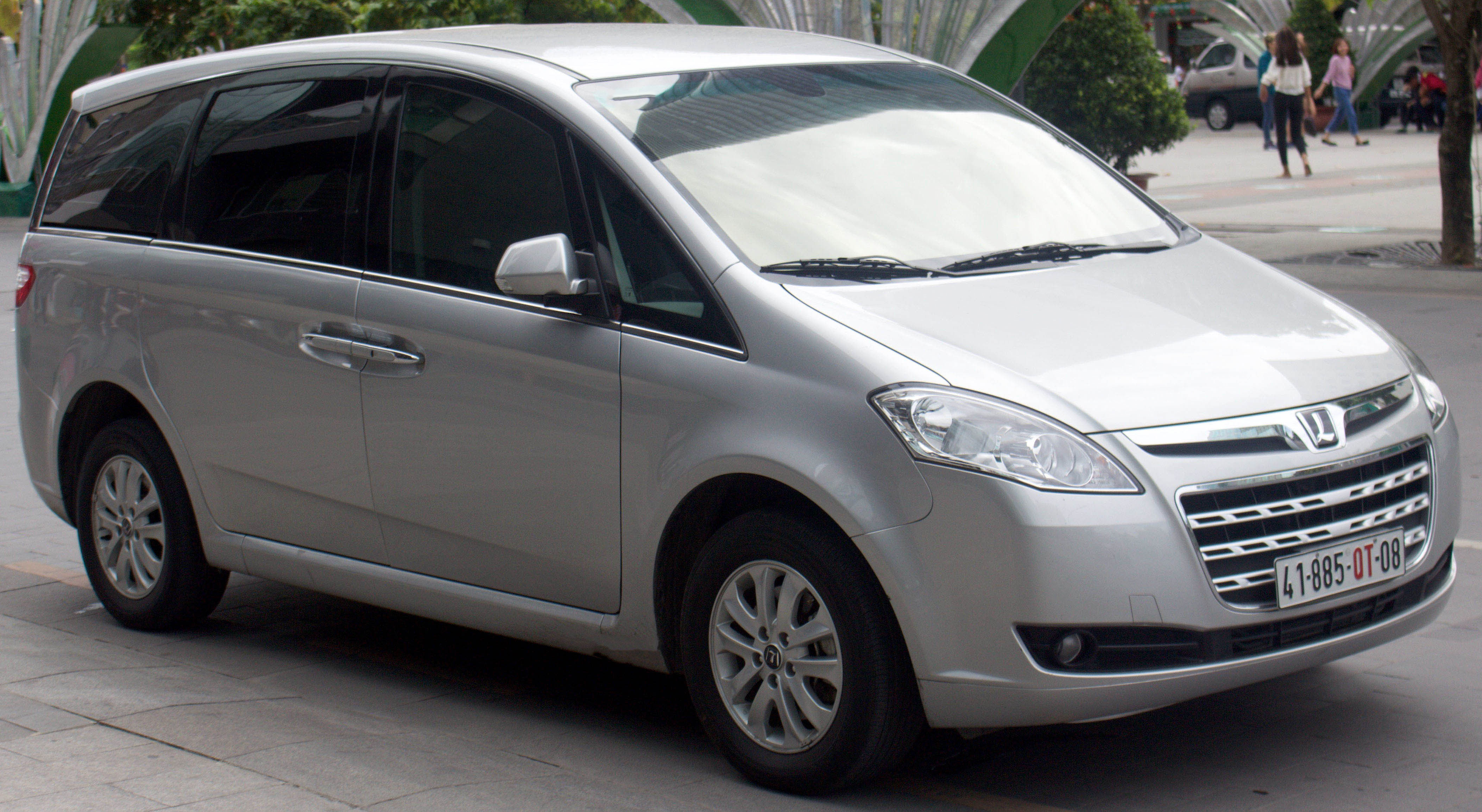
Luxgen7 MPV
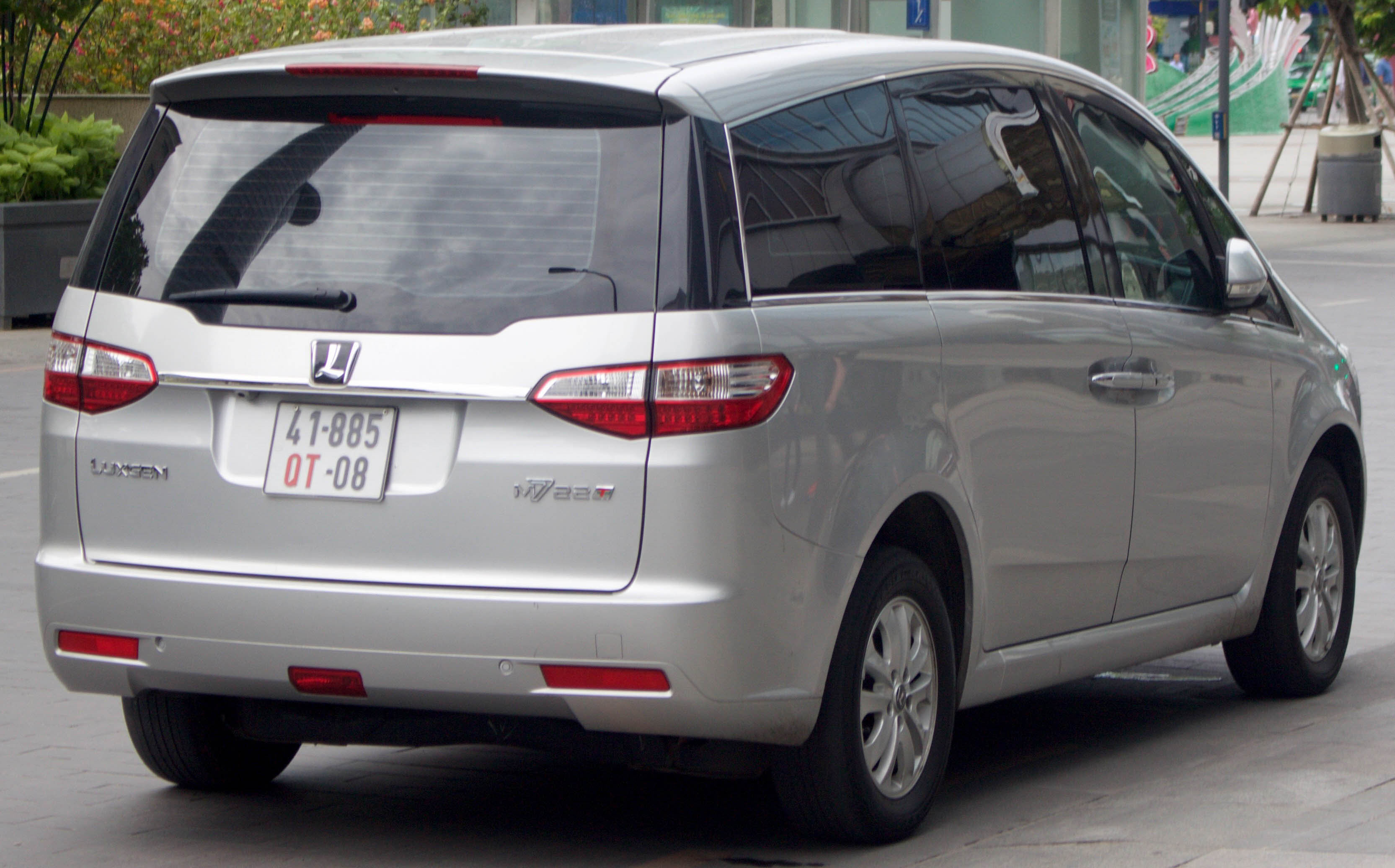
Вид сзади
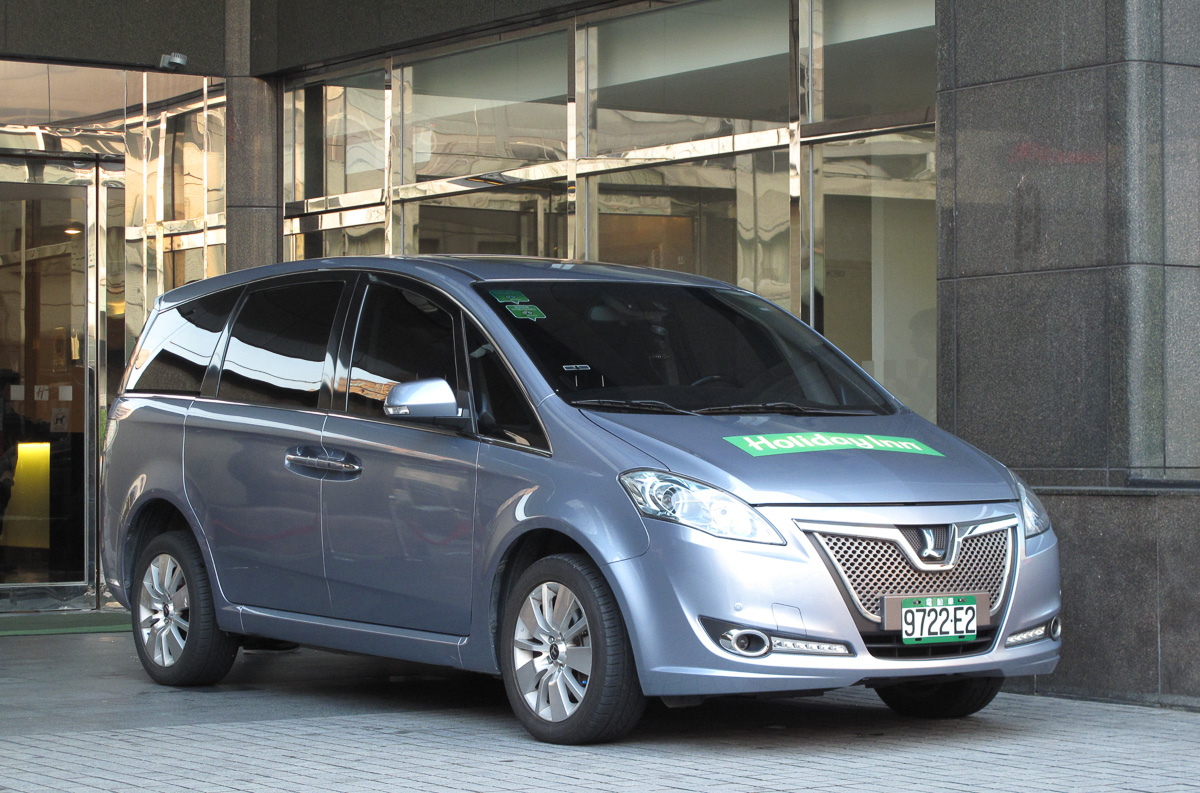
Luxgen7 MPV EV+
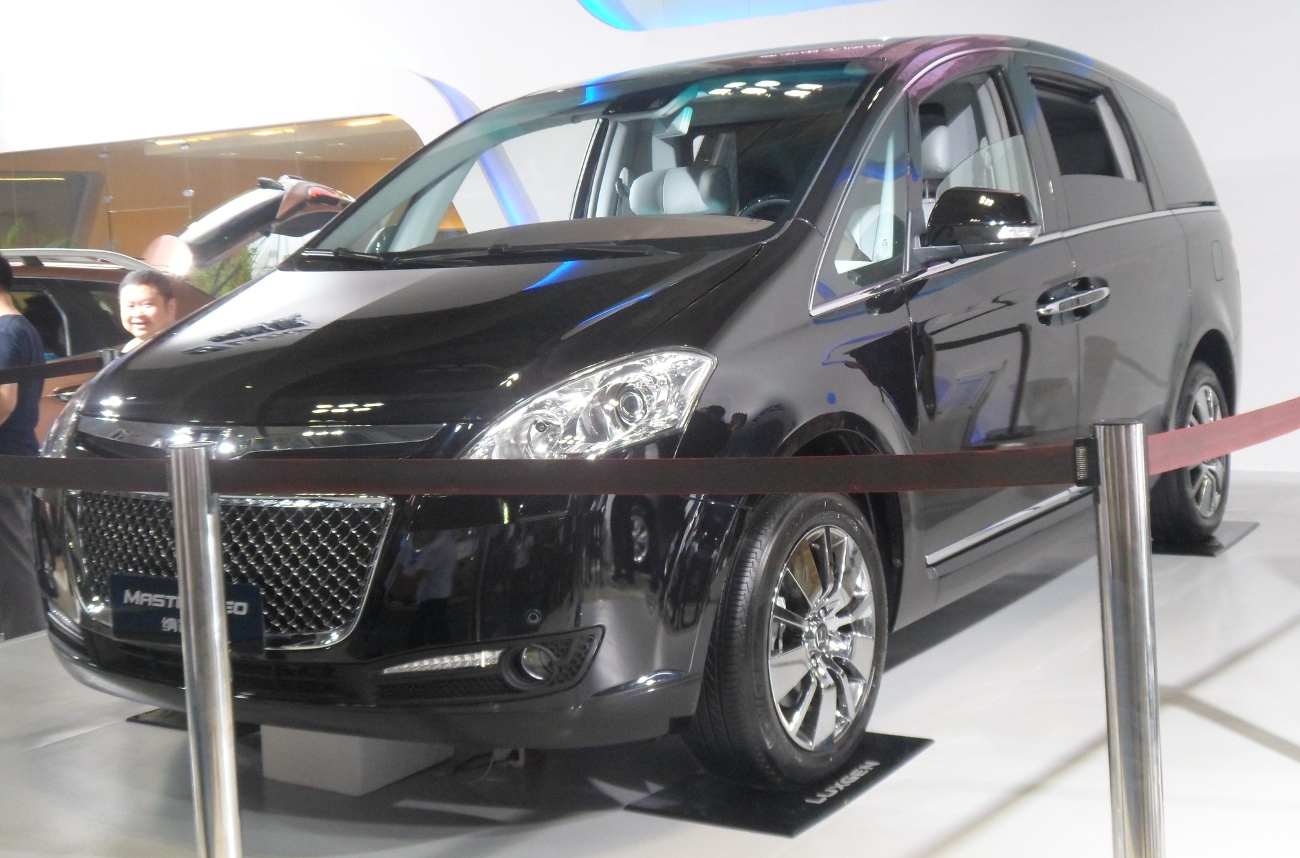
Luxgen7 CEO
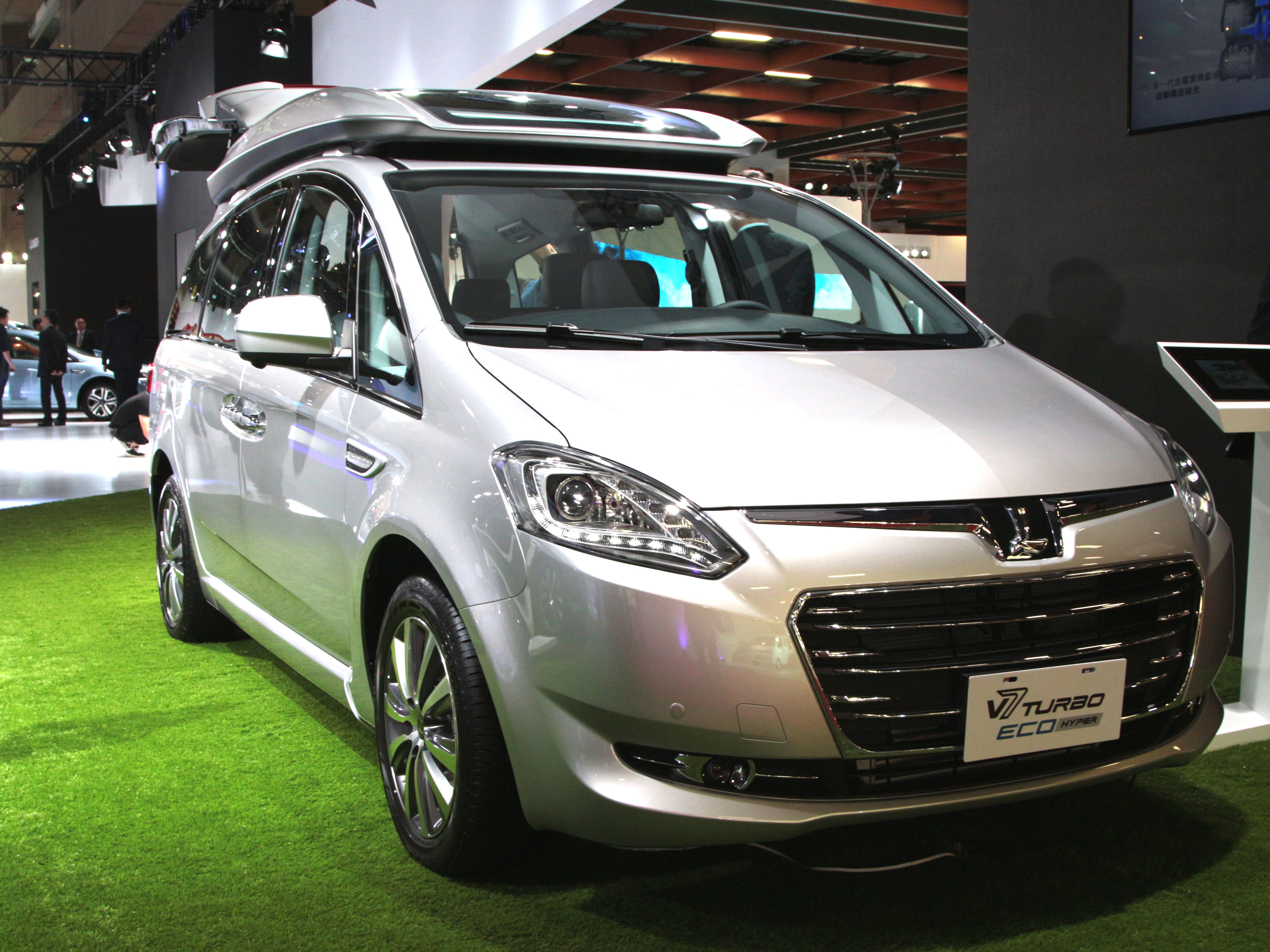
Luxgen V7